# 深谷市
深谷市（ふかやし）は、埼玉県の北部に位置する市。
人口は約13万9千人。首都圏整備法第2条第5項に規定する都市開発区域となっている（旧岡部町、旧川本町、旧花園町の区域を除く）。

## 概要
1456年（康正2年）に上杉房顕が櫛引台地の北端部付近に深谷城を築き、その周辺に城下町が形成されたのが深谷市の中心市街地の始まりである。江戸時代には中山道の宿場（深谷宿）が置かれ、最盛期には旅籠が約80軒並ぶなど宿場町としても発展した。
岡部には安倍（あんべ）家の旧岡部藩岡部陣屋があり、遺構として長屋門、西島町に地方（じかた）通用門が残っている。
県下有数の農業地帯であり、深谷ねぎは日本一の出荷量を誇る。第一国立銀行の創立に携わるなど、近代日本経済の基礎を築いた渋沢栄一の生誕地でもある。また、当地が選挙区だった政治家の荒舩清十郎が運輸大臣在任時に、国鉄に働きかけて深谷駅に急行列車を停車させたことで話題になった。
1986年（昭和61年）に国土交通省により首都圏の業務核都市（熊谷市と一体指定）に指定されている。

## 地理

深谷市中心部周辺の空中写真。2023年1月20日撮影の14枚を合成作成。。

埼玉県北西部の利根川と荒川に挟まれた地域に位置する。市の北部には、利根川や小山川によって妻沼低地（沖積低地、海抜約30 - 40メートル）が形成され、中部から南部にかけては荒川によって形成された洪積台地の櫛引台地（荒川の左岸、海抜約50 - 100メートル）や江南台地（荒川の右岸、海抜約50 - 80メートル）が広がる。櫛引台地の北部には第三紀層の残丘である仙元山（標高98.0メートル）が、また市の南西端、寄居町との境には鐘撞堂山（標高330.2メートル）がそびえる。
気候はやや内陸的で、寒暖の差が大きい。夏は太平洋高気圧による季節風などの影響で暑く、冬は乾燥した北風（からっ風）が吹く。晴天の日が年間を通して多い地域である。
- 主な河川：利根川、荒川、小山川、福川、唐沢川、清水川

### 隣接自治体
- 埼玉県
  - 熊谷市
  - 本庄市
  - 比企郡：嵐山町
  - 児玉郡：美里町
  - 大里郡：寄居町
- 群馬県
  - 伊勢崎市
  - 太田市

深谷市横瀬の飛地が伊勢崎市にあり、境平塚と境島村の間に存在する。

## 歴史

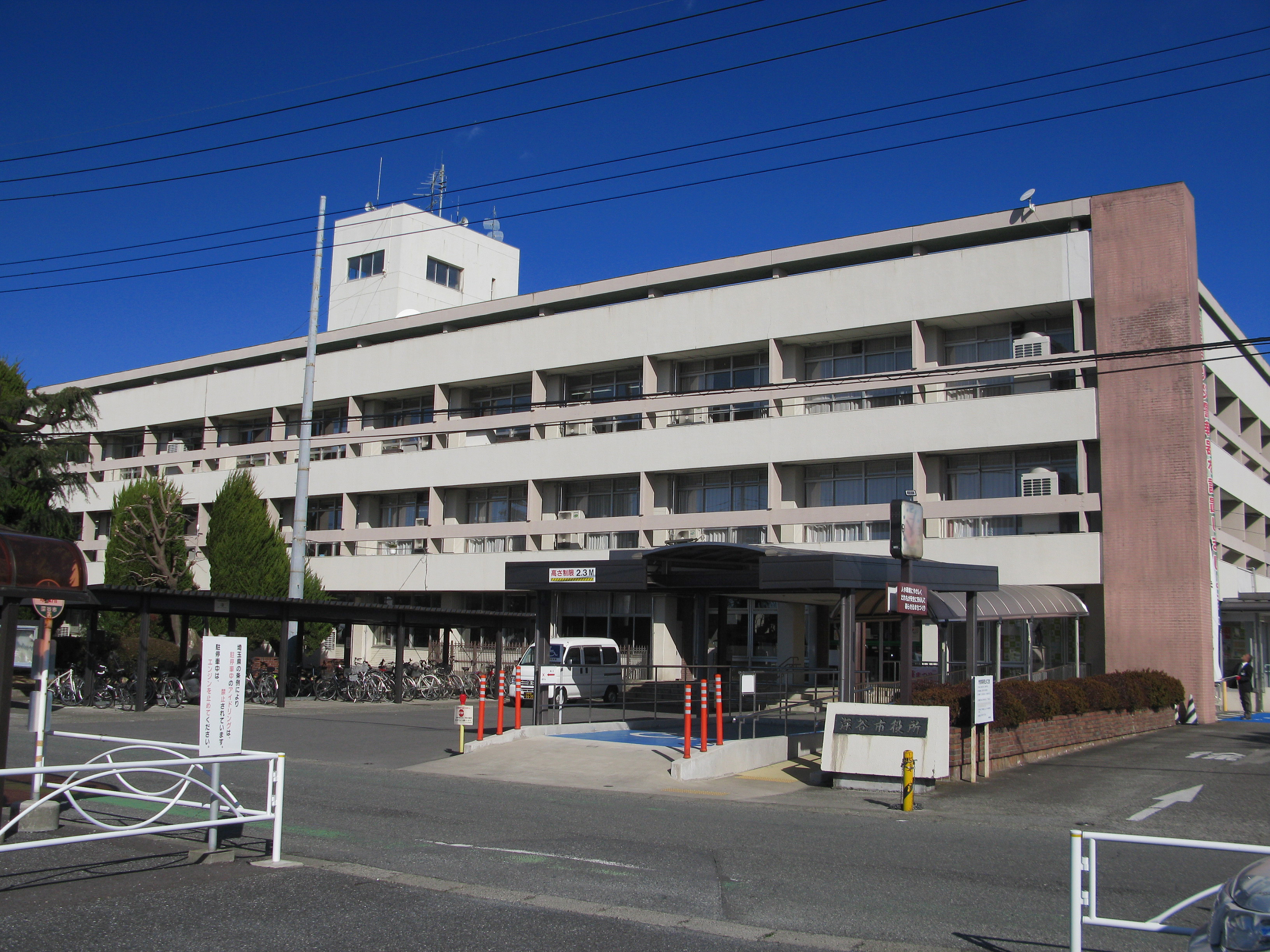
旧市役所庁舎

- 古代から近世にかけての深谷市域は武蔵国榛沢郡、幡羅郡、男衾郡に属していた。熊谷市との境付近には幡羅郡の郡衙（郡役所）が置かれた（幡羅遺跡）。
- 1889年（明治22年）4月1日 - 町村制施行により、深谷宿、田谷村、東大沼村、萱場村、西島村、西大沼村、曲田村、原郷村の一部、国済寺村の一部が合併し榛沢郡深谷町が成立する。
- 1896年（明治29年）4月1日 - 榛沢郡が大里郡、幡羅郡、男衾郡と統合して大里郡となる。
- 1955年（昭和30年）1月1日 - 大里郡深谷町、明戸村、幡羅村、大寄村、藤沢村が合併し、市制を施行、（旧）深谷市となる[2]（埼玉県下18番目[2]）。
  - 10月1日 - 岡部村の一部（大字伊勢方、宿根）が深谷市に編入する。
- 1973年（昭和48年）4月1日 - 大里郡豊里村を編入する[2]。
- 2006年（平成18年）1月1日 - （旧）深谷市、岡部町、川本町、花園町が合併し、新たに深谷市となる。
- 2006年（平成18年）3月5日 - 2代目の市章を制定する[3]。
- 2020年（令和2年）7月17日 - 市役所の新庁舎が完成し、開庁式が行われる[4]。
- 2022年（令和4年）10月20日 - 花園インターチェンジ付近に国内最大規模のプレミアム・アウトレットとなるふかや花園プレミアム・アウトレットが開業した。

### 2006年の市町村合併

#### 経緯
2001年から2003年にかけて、「大里はひとつ」を合い言葉に、大里地域（深谷市、熊谷市、大里郡）の合併について話し合っていたが、任意合併研究会の段階で破綻した。破綻した理由については「新市の市役所の場所について、深谷市（位置が新市の中心となる熊谷市の籠原駅付近に新たに建設）と熊谷市（熊谷市役所を活用）で意見が分かれたため」と報道された。
2003年4月1日大里地区で深谷市と熊谷市それぞれが中心となって、2つの法定の合併協議会が成立した。深谷市側は「深谷市・岡部町・川本町・花園町・寄居町合併協議会」を設立したものの、2004年3月24日に寄居町が離脱を表明したため、5月20日に合併協議会が解散した。
解散後、再び深谷市、川本町、岡部町の間で合併協議を再開した。花園町については町長と町議会で意見が分かれていたため、協議には加わらなかった。町長は寄居町との合併、町議会は深谷市・川本町・岡部町との合併を望んでいたのである。
花園町では、町長が寄居町との法定協議会設置案を議会に提出したものの否決されたため、町長が民意を問うために一旦辞職。出直し選挙に出馬し、再選を果たしたことから、同案を再提出したが再び否決された。この為、2004年11月14日に花園町が住民投票を行ったところ、僅差で深谷市などとの合併が、寄居町との合併を上回った。この結果を受け、迷走していた花園町は、深谷市との合併に向けて方向を定め、12月1日「深谷市・岡部町・川本町・花園町合併協議会」を設置、入れ替わりに「深谷市・岡部町・川本町合併協議会」を休止した。その後、深谷市・岡部町・川本町・花園町の合併が成立し、現在の深谷市に至る。

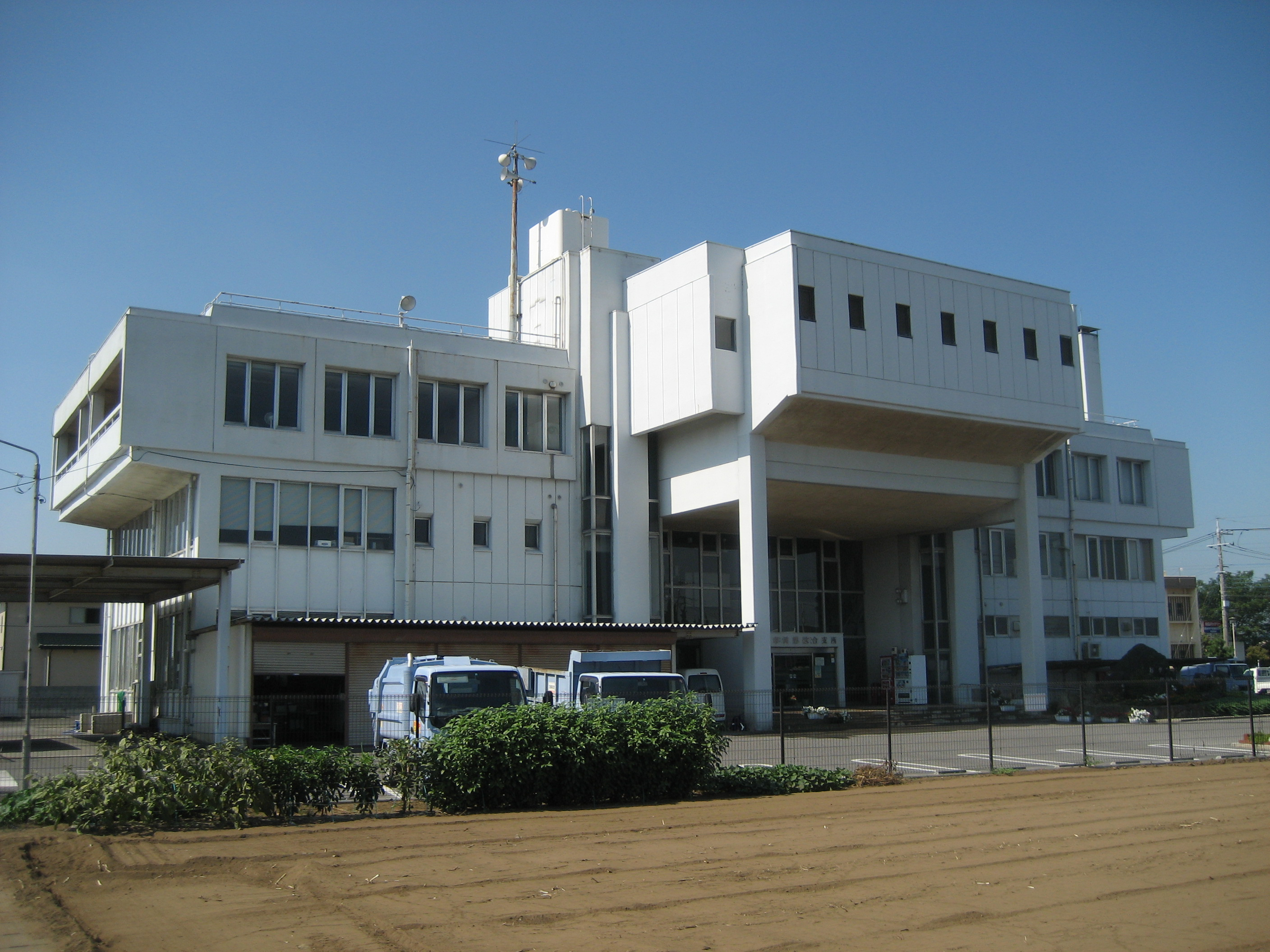
岡部総合支所
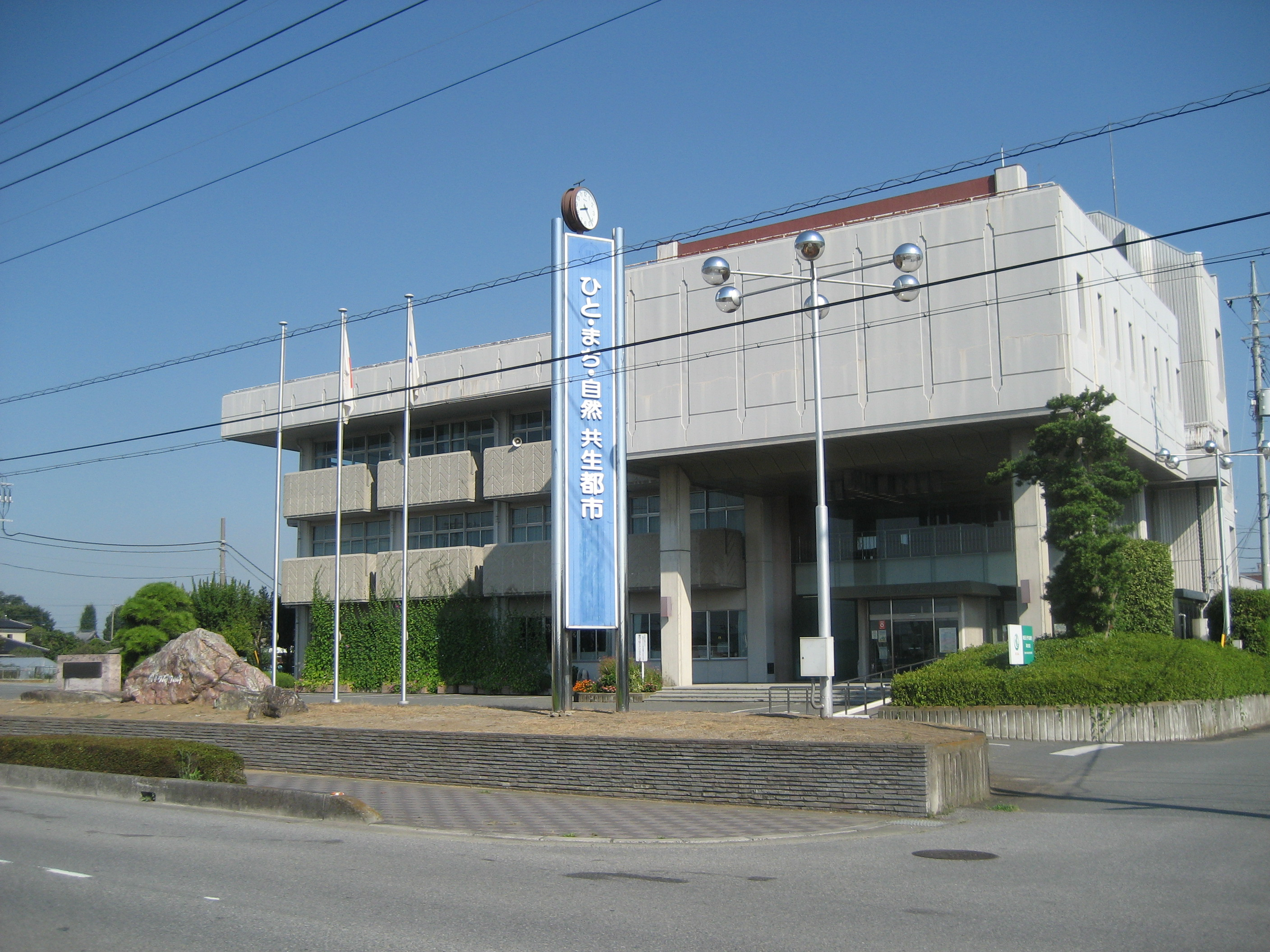
川本総合支所
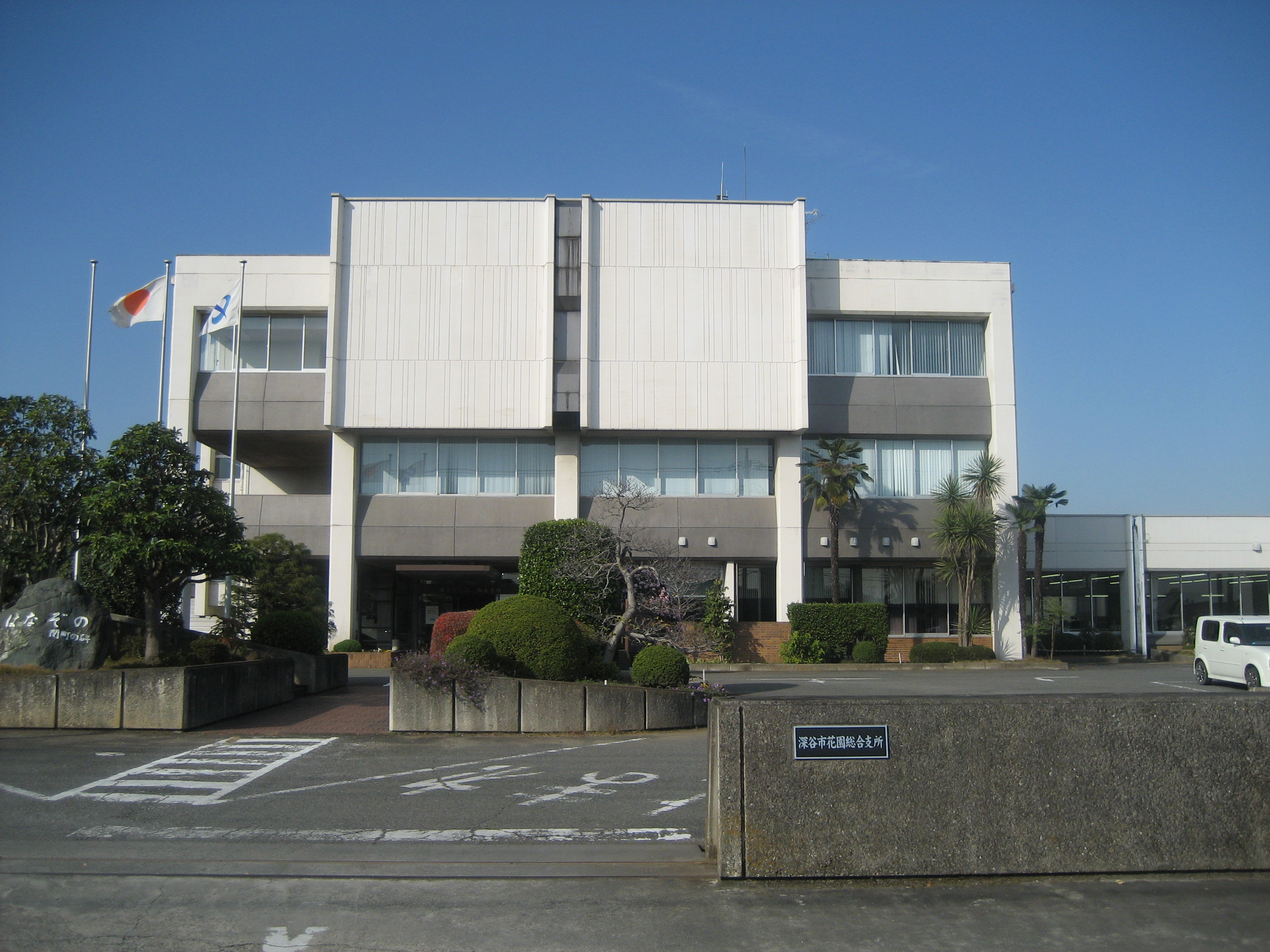
旧花園総合支所庁舎

#### 合併に伴う住所表記の変更
2006年の市町村合併に伴い、以下のように住所表記が変更された。
- 深谷地区は変更なし（「大字」という字句の削除のみ）
- 岡部地区、花園地区、川本地区は「深谷市」のあとに旧大字名が付く（ただし、川本町の明戸については、旧深谷市域に明戸があったため川本明戸に変更された。）
  - 例1：大里郡岡部町大字岡 → 深谷市岡
  - 例2：大里郡花園町大字黒田 → 深谷市黒田
  - 例3：大里郡川本町大字明戸 → 深谷市川本明戸

### 合併推進構想
埼玉県が策定している『埼玉県市町村合併推進構想（仮称）』では、構想対象市町村の組み合せとして、大里地域では「深谷市・熊谷市・行田市・江南町（当時）・寄居町」という大里地域に行田市を加えた組み合わせが提言された。

### 南前小屋地区の編入合併
群馬県太田市前小屋町の南側の南前小屋地区（太田市前小屋町、二ツ小屋町の一部119.6ヘクタール）は、大正時代の利根川の河川改修などによる流路変化の結果として、その右岸（南岸）にあり、生活圏が深谷市と共になっていた。そのため、深谷市が太田市と協議を進め、同地区は深谷市に編入合併（越境合併）された。
2009年に、深谷市と太田市の両市議会、続いて、埼玉県・群馬県の両県議会の議決を得た後、総務大臣への届出がなされた。2010年（平成22年）1月に『官報』に告示され、同年3月1日に県境・市境が変更された。同時に、同じ理由で利根川左岸にある深谷市高島の一部（36.2ヘクタール）が、太田市に編入された。

## 人口
| |                                        |  |
| 深谷市と全国の年齢別人口分布（2005年） | 深谷市の年齢・男女別人口分布（2005年） |  |
| ■紫色 ― 深谷市 ■緑色 ― 日本全国 | ■青色 ― 男性 ■赤色 ― 女性              |  |
| 深谷市（に相当する地域）の人口の推移 \| 1970年（昭和45年） \| 101,459人 \| \| \| 1975年（昭和50年） \| 111,389人 \| \| \| 1980年（昭和55年） \| 120,931人 \| \| \| 1985年（昭和60年） \| 129,851人 \| \| \| 1990年（平成2年） \| 135,927人 \| \| \| 1995年（平成7年） \| 143,116人 \| \| \| 2000年（平成12年） \| 146,562人 \| \| \| 2005年（平成17年） \| 146,461人 \| \| \| 2010年（平成22年） \| 144,555人 \| \| \| 2015年（平成27年） \| 143,811人 \| \| \| 2020年（令和2年） \| 141,268人 \| \| |                                        |  |
| 総務省統計局 国勢調査より |                                        |  |
| 1970年（昭和45年） | 101,459人                              |  |
| 1975年（昭和50年） | 111,389人                              |  |
| 1980年（昭和55年） | 120,931人                              |  |
| 1985年（昭和60年） | 129,851人                              |  |
| 1990年（平成2年） | 135,927人                              |  |
| 1995年（平成7年） | 143,116人                              |  |
| 2000年（平成12年） | 146,562人                              |  |
| 2005年（平成17年） | 146,461人                              |  |
| 2010年（平成22年） | 144,555人                              |  |
| 2015年（平成27年） | 143,811人                              |  |
| 2020年（令和2年） | 141,268人                              |  |

平成22年国勢調査によれば、労働人口は70,132人であり、うち39,813人（56.8%）が市内において、28,865人（41.2%）が市外（県内21,886人、県外5,864人）において就業している。市外への通勤者数は、市町村別では熊谷市へが最も多く9,620人（13.7%）、都道府県別では群馬県へが2,837人（4.05%）、次いで東京都へが2,672人（3.81%）となっている。
15歳以上の通学者数は7,930人であり、うち2701人（34.1%）が市内に、5,077人（64.0%）が市外（県内3,287人、県外1,483人）に通学している。市外への通学者数は、市町村別では熊谷市（1,037人）、都道府県別では東京都（1,079人）がそれぞれ最多となっている。
一方で、市外から市内への通勤・通学者数は25,479人であり、昼夜間人口比率は95.0%となっている。

## 行政
- 市長：小島進（2010年2月12日就任、4期目）

### 歴代市長
- 旧深谷市 
  - 安部彦平（1955年 - 1963年）
  - 木村一郎（1963年 - 1975年）
  - 小泉仲治（1975年 - 1991年）
  - 福嶋健助（1991年 - 1999年）
  - 新井家光（1999年 - 2006年）
- 深谷市 
  - 新井家光（2006年 - 2010年、初代）
  - 小島進（2010年 -、2代）

### 市議会
- 定数 - 24人
- 任期：2019年5月1日 - 2023年4月30日[8]

### 広域行政
- 埼玉県都市ボートレース企業団 - 飯能市､加須市､本庄市､東松山市、狭山市、春日部市、羽生市､上尾市、草加市､越谷市､入間市、朝霞市、さいたま市とともに戸田競艇の開催等に関する事務を行っている。
- 大里広域市町村圏組合 - 熊谷市､寄居町とともにごみ処理(収集運搬を除く)、介護保険の事務を行っている。

## 産業
生産量日本一であるネギ（深谷ねぎ）などを中心とした農業や、チューリップを始めとする花卉栽培が盛んである。工業では元々、地元で採れる土から作ったレンガや、瓦などの製造が盛んであったが、昭和30年代に市の東部に工業団地が造成され、今日では工業都市ともなっている。近年では、渋沢栄一の好物とされる具だくさんの幅広煮込みうどん（煮ぼうとう）が新たな名産品として注目されている。また、彩の国（埼玉県の美称）の名産の一つ「深谷牛」も注目を集めている。
商業では、江戸時代から宿場町として栄えた旧中山道沿いに、商店街がある。しかし、昭和50年代に造成された上柴ニュータウンに大型ショッピングセンターなどが建設されるなどして、最近では中心市街地が衰退している。この中心市街地活性化に向け、商店街の中の空き店舗を活用する運動が始まっている。具体的には、NPOの団体が「チネフェリーチェ」（深谷シネマ）という映画館を設立して、毎日、有名作品やミニシアター系映画を放映していたり、同市の深谷商業高校の生徒が、学校での授業を基に生徒一人ひとりが商品の仕入れから販売・経理までをこなす店舗を経営したりしていた。

### 農業
深谷市の農業出荷額は約349億3000万円(推計)であり、県内1位、全国20位の指折りの産地である（農林水産省、平成27年）。内訳をみると、野菜が207億円で最も産出額が多く、次いで鶏卵が30億1,000万円、花卉が29億5,000万円となっている。ねぎやほうれん草、ブロッコリーといった野菜や、藤沢地区を中心にハウス栽培されているチューリップやユリなどの花卉の出荷が多い。中でも市内で栽培される根深ねぎは「深谷ねぎ」として知られている。
また、黒毛和牛が深谷特選黒毛和牛振興協議会により生産されており、県により「深谷牛」として推進されている。平成28年度には440頭が出荷された。
2019年度より、農業に携わる企業の誘致促進を目的とした施策である「アグリテック集積都市 DEEP VALLEY」を推進している。
- ふかや農業協同組合（JAふかや）
  - 明戸支店
  - 大寄支店
  - 深谷支店
  - 藤沢支店
  - 豊里支店
  - 八基支店
  - 櫛挽支店
  - 幡羅支店
  - 本郷支店
  - 川本支店
  - 武川支店
  - 榛沢支店
- 埼玉岡部農業協同組合（JA埼玉岡部）
- 花園農業協同組合（JA花園）

### 工業
- 日東電工関東事業所
- LIXIL深谷工場
- ジーテクト埼玉工場
- 赤城乳業本社工場 - 「ガリガリ君」で有名なアイスクリーム・氷菓製造販売会社
- UACJ深谷製造所
- 三晃金属工業深谷製作所
- 長谷川香料深谷事業所
- 東京化成工業株式会社
- カネヨ石鹸埼玉工場
- ダイニック埼玉工場
- カヤバ熊谷工場（深谷市長在家）
- 三菱電機ホーム機器本社

### 映画館
- 深谷シネマ

### ショッピングセンター

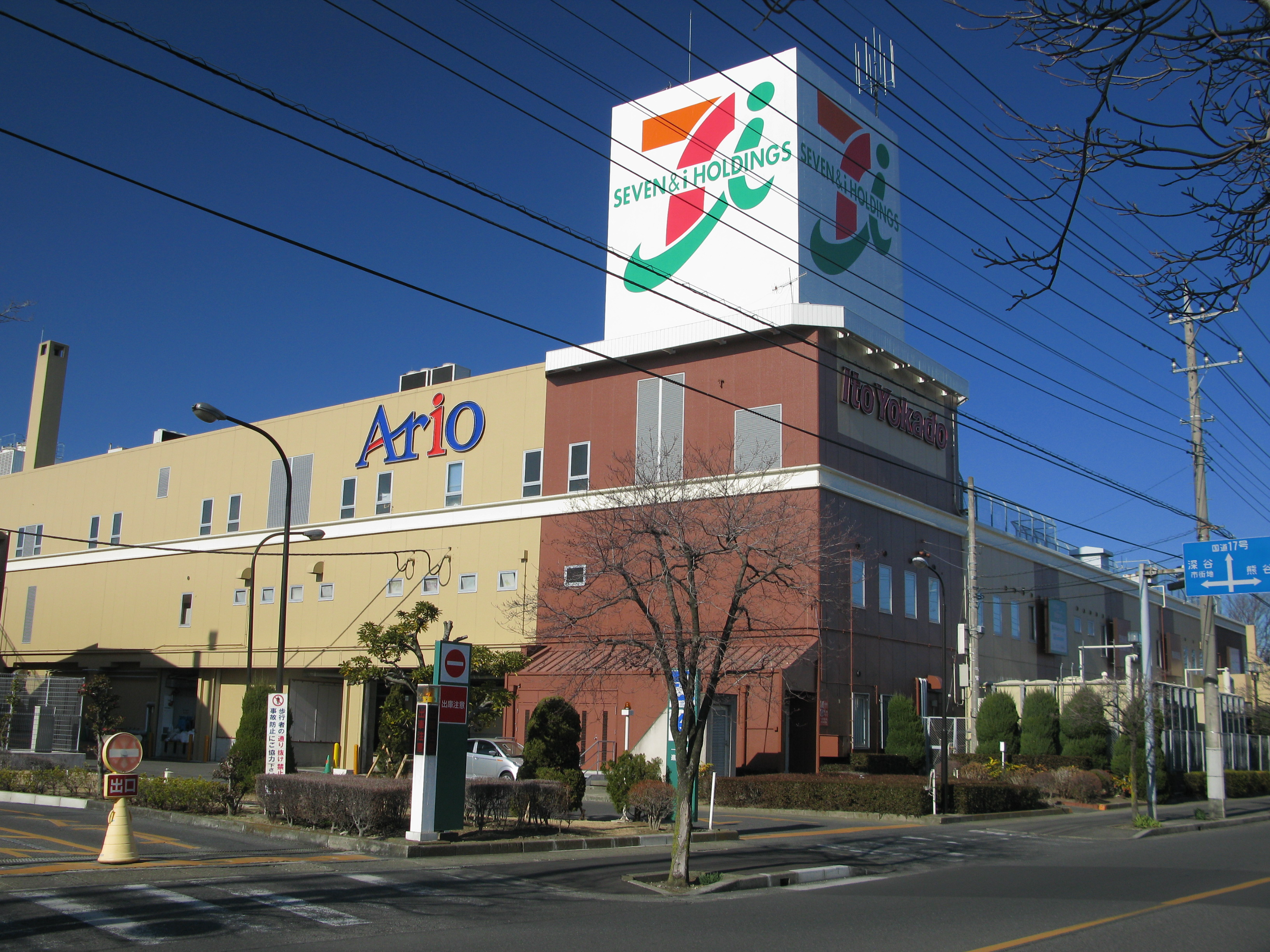
アリオ深谷

- アリオ深谷
- カインズモール深谷川本
- LCモール花園
- ふかや花園プレミアム・アウトレット

### 宿泊施設
- 埼玉グランドホテル深谷
- ホテルルートイン深谷駅前
- ABホテル深谷

### 金融機関
- 埼玉りそな銀行 - 深谷支店、岡部支店
- 群馬銀行 - 深谷支店、深谷上柴支店
- 足利銀行 - 深谷支店
- 武蔵野銀行 - 深谷支店、川本支店
- 東和銀行 - 深谷支店、深谷南支店
- 埼玉縣信用金庫 - 深谷支店
- 熊谷商工信用組合 - 川本支店、花園支店
- 埼玉信用組合 - 深谷支店、岡部支店
- 中央労働金庫深谷支店
- ゆうちょ銀行 - 深谷店（深谷郵便局）

## 対外交流

### 友好都市
- 岩手県下閉伊郡田野畑村
1997年2月11日提携（提携当時は川本町と田野畑村）
- 新潟県南魚沼市
1989年3月5日提携（提携当時は旧深谷市と南魚沼郡六日町）
旧六日町域内に、深谷市立山の家（2009年3月閉館）があり、市内の小中学生が林間学校やスキー教室などで利用していた。
- 静岡県藤枝市
2002年10月13日提携（提携当時は岡部町と志太郡岡部町）
旧岡部町とは同名の町であったことが縁で交流があった。
- 群馬県富岡市
2013年10月4日提携

### 姉妹都市
- アメリカ合衆国カリフォルニア州フリーモント市 (City of Fremont)
1980年1月26日提携

### 友好関係都市
- 中華人民共和国北京市順義区 (顺义区)
1995年11月7日提携

### 国際交流都市
- オーストラリアクイーンズランド州 ドルビー (Dalby)

## 交通
市の中心市街地を、旧中山道と国道17号が東西に通り、その南側に高崎線の深谷駅がある。また、仙元山の南側を上越新幹線が通過する。
市の南部は、国道140号が東西に延び、これに沿うようにして、秩父鉄道が並行する。市の南西に八高線、国道254号、関越自動車道がかすめ、自動車道と国道140号バイパスとの交点には花園インターチェンジがある。
市の北部には、四拾坂下交差点で国道17号と分岐して熊谷に至る深谷バイパスや、群馬県に通じる上武道路（いずれも国道17号バイパス道路）が通っている。

### 鉄道

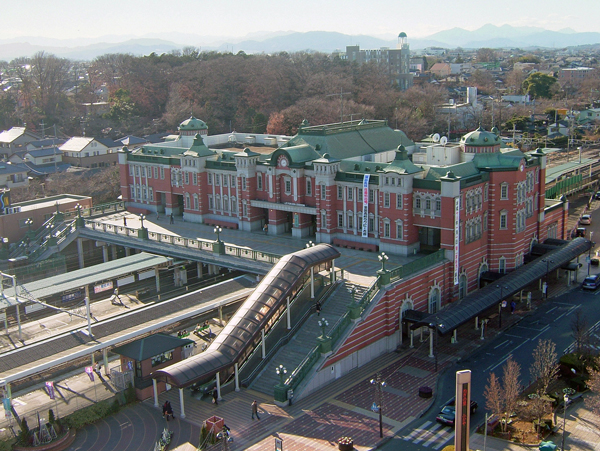
深谷駅

東日本旅客鉄道（JR東日本）
 高崎線・■上野東京ライン・ 湘南新宿ライン
- 深谷駅 - 岡部駅

- - このほか、上越新幹線、八高線が市内を通過しているが、いずれも駅は存在しない。

秩父鉄道
秩父本線
- - 明戸駅 - 武川駅 - 永田駅 - ふかや花園駅 - 小前田駅 -

### バス
- 深谷観光バス
  - 深谷日赤線 深谷日赤 - 東都大学2号館 - 籠原駅南口（熊谷市）行き
急行便（平日のみ）、東都大学2号館-籠原駅区間便あり
  - 深谷北-籠原北路線
    - 深谷大里福祉専門学校 - 深谷駅北口
    - 深谷駅北口 - 深谷日赤
    - 深谷駅北口 - 籠原駅北口（熊谷市）

深谷駅北口-深谷日赤間のみ急行便あり（平日のみ）
- 武蔵観光
  - 県北都市間路線代替バス 深谷駅発寄居車庫（寄居町）行き
- 花園観光バス
  - ふかや花園プレミアム・アウトレット - 畠山重忠公史跡公園 - 本畠 - 埼玉県農林公園 〜 森林公園駅（滑川町）行き
夕方以降はアウトレット-森林公園駅直行
- 市内循環バス
  - くるリン（花園観光バスに委託）
  - 伊勢崎市のコミュニティバス「あおぞら」の境シャトル（十王自動車に委託）が同市島村地区への連絡の為、上武大橋を経由していることから、わずかながら当市内に乗り入れており「上武大橋南」停留所も設置されている。
- 高速バス
関越道花園IC至近のふかや花園エリアを発着する路線のみが運行されている。
  - ジェイアールバス関東
    - ふかや花園プレミアム・アウトレット - バスタ新宿・東京駅（東京都）行き

  - 広栄交通バス
    - ふかや花園プレミアム・アウトレット - 川越駅（川越市）行き

  - Dts line[13]
    - ふかや花園駅 - 池袋サンシャインバスターミナル・バスターミナル東京八重洲（東京都）行き
平日のみ
    - ふかや花園駅 - 草津温泉バスターミナル（群馬県）行き
平日のみ

### タクシー
タクシーの営業区域は県北交通圏で、熊谷市、本庄市、行田市、加須市、羽生市などと同じである。

### 道路
- 高速道路
  - 関越自動車道：花園インターチェンジ・寄居パーキングエリア（上り線のみ。下り線は寄居町。スマートインターチェンジを併設）
このほか、関越自動車道本庄児玉インターチェンジ（本庄市）、北関東自動車道伊勢崎インターチェンジ（伊勢崎市）において、出口を降りた料金所の先、接続する一般道の分岐部に深谷方面の案内がある。
- 一般国道
  - 国道17号
    - 深谷バイパス（地域高規格道路熊谷渋川連絡道路）：道の駅おかべ
    - 上武道路（熊谷渋川連絡道路）

  - 国道140号
    - 国道140号バイパス（地域高規格道路西関東連絡道路）：道の駅はなぞの、道の駅かわもと

  - 国道254号
- 主要地方道
  - 群馬県道・埼玉県道14号伊勢崎深谷線
  - 埼玉県道45号本庄妻沼線
  - 埼玉県道47号深谷東松山線
  - 埼玉県道62号深谷寄居線
  - 埼玉県道69号深谷嵐山線
  - 埼玉県道75号熊谷児玉線
  - 埼玉県道81号熊谷寄居線
  - 埼玉県道86号花園本庄線
- 一般県道
  - 埼玉県道127号深谷飯塚線
  - 埼玉県道141号深谷停車場線
  - 埼玉県道258号中瀬牧西線
  - 埼玉県道263号弁財深谷線
  - 埼玉県道264号原郷熊谷線
  - 埼玉県道265号寄居岡部深谷線
  - 埼玉県道・群馬県道275号由良深谷線
  - 埼玉県道355号中瀬普済寺線
  - 埼玉県道356号成塚中瀬線

## 地域

### 教育

#### 小学校
- 市立深谷小学校
- 市立深谷西小学校
- 市立上柴東小学校
- 市立上柴西小学校
- 市立桜ヶ丘小学校
- 市立藤沢小学校
- 市立幡羅小学校
- 市立常盤小学校
- 市立大寄小学校
- 市立明戸小学校
- 市立豊里小学校
- 市立八基小学校
- 市立岡部小学校
- 市立岡部西小学校
- 市立榛沢小学校
- 市立本郷小学校
- 市立花園小学校
- 市立川本北小学校
- 市立川本南小学校

#### 中学校
- 市立深谷中学校
- 市立上柴中学校
- 市立藤沢中学校
- 市立幡羅中学校
- 市立明戸中学校
- 市立豊里中学校
- 市立岡部中学校
- 市立花園中学校
- 市立川本中学校
- 市立南中学校
- 東京成徳大学深谷中学校（※中高併設）

#### 高等学校
- 県立深谷高等学校
- 県立深谷商業高等学校
- 県立深谷第一高等学校
- 東京成徳大学深谷高等学校（※中高併設）
- 正智深谷高等学校
- 創学舎高等学校

深谷、正智深谷（旧・埼玉工大深谷）はスポーツの強豪校として全国に知られている。
県立川本高等学校は、2010年3月、県立寄居高等学校に統合されて県立寄居城北高等学校（寄居町）となり、閉校となった。その後、跡地は埼玉県立深谷はばたき特別支援学校として開校した。

#### 大学
- 埼玉工業大学
- 東都大学 深谷キャンパス

#### 特別支援学校
- 埼玉県立深谷はばたき特別支援学校

### 警察
旧深谷市内ならびに旧岡部町内の区域は、埼玉県深谷警察署が管轄している。また、旧川本町内ならびに旧花園町内の区域は、埼玉県寄居警察署が管轄している。
- 北部機動センター
- 深谷警察署
  - 深谷駅前交番
  - 上柴交番
  - 岡部駅前交番
  - 明戸駐在所
  - 大寄駐在所
  - 人見駐在所
  - 豊里駐在所
  - 八基駐在所
  - 榛沢駐在所
  - 本郷駐在所
- 寄居警察署（寄居町）
  - 武川駐在所
  - 本畠駐在所
  - 小前田駐在所
  - 黒田駐在所

### 消防
市消防本部は、深谷市ならびに寄居町全域を管轄している。
- 深谷市消防本部
  - 深谷消防署
    - 藤沢分署
    - 豊里分署
    - 岡部分署
    - 上柴分署

  - 花園消防署
    - 川本分署
    - 寄居分署（寄居町）

### 電話番号
市外局番は市内全域「048」。市内局番が5から始まる地域との通話は市内通話料金で利用可能（熊谷MA）。収容局は埼玉深谷局、熊谷豊里局、埼玉岡部局、埼玉川本局、埼玉花園局、三ヶ尻局。同様に5から始まる市内局番は深谷市のほか、熊谷市（大里地区と妻沼小島地区は除く）、行田市、羽生市、鴻巣市、北本市、大里郡寄居町で使用されている。

### 住宅団地
- 深谷萱場住宅（見晴町）
- 深谷戸森住宅（戸森）
- 花園黒田住宅（黒田）
- 深谷上柴住宅（上柴町西）
- 岡部普済寺住宅（普済寺）
- 深谷緑ヶ丘住宅（緑ヶ丘）

## 観光

### 名所・旧跡
市指定文化財については、深谷市指定文化財一覧も参照。
- 幡羅遺跡（幡羅官衙遺跡）-国の史跡・幡羅官衙遺跡群の1つ[14]。
- 渋沢栄一記念館
- 渋沢栄一生家（中の家）
- 深谷城址公園（深谷城跡）
- 畠山重忠公史跡公園（生誕の地、墓所）
- アクアパラダイス パティオ
- 瀧宮神社 - ご神祭は天照大御神。ドラマTOKYO MER〜走る緊急救命室〜ロケ地
- 深谷花園プレミアムアウトレット
- 上野台ダイアパレスビッグウィングの夜景
- 岡部六弥太忠澄（岡部忠澄）の墓
- 二層楼 - 深谷商高敷地内にある記念館で日曜のみ一般公開。ドラマらんまんでは東京大学として演出。
- 人見館跡
- 旧北根代官所（県指定史跡・江戸時代この地の領主日野氏（幕府旗本）の代官所跡）
- 桜ヶ丘組石遺跡
- 鹿島古墳群
- 中宿古代倉庫群跡
- ブリッジパーク
- 旧日本煉瓦製造（ホフマン窯）
- 白鳥渡来地（荒川）
- 岡部陣屋（岡部藩陣屋跡・市内全昌寺には二層の長屋門、西島町に地方通用門が移築現存）
- 花園フォレスト

### 祭事・催事
- 深谷七夕まつり
- 小前田諏訪神社大祭 小前田屋台囃子
- アルエット祭り
- 黒田ささら獅子舞
- 深谷桜まつり
- 深谷花火大会
- 深谷まつり（みこしパレード、300年以上の歴史がある。）
- 浦安の舞、豊栄の舞
  - 八幡神社 (深谷市上野台)（本装束の少女の巫女）
  - 熊野大神社
  - 楡山神社
  - 富士浅間神社（少女の朝日舞もある）
  - 関東YOSAKOIそーらん祭
- 花の街ふかや映画祭

## キャラクター

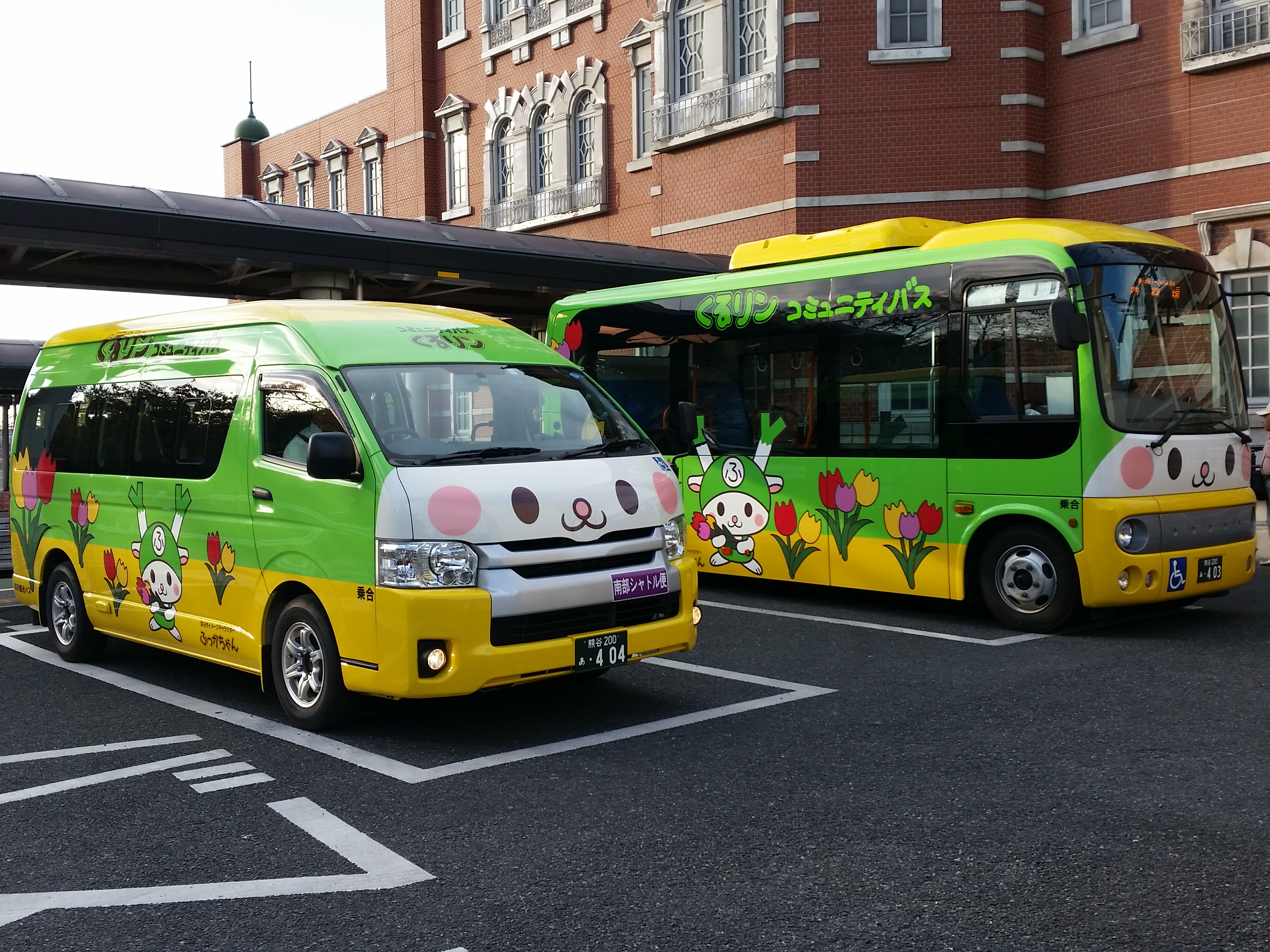
深谷市のゆるキャラ「ふっかちゃん」のラッピングバスくるリン

- ふっかちゃん
- ハラ君[15]
- しげただくん[16]
- 重忠様[16]
- 深谷栄一[17]

## 著名な出身者

### 政治・経済
- 石川一衛 (参議院議員)
- 尾高惇忠（実業家）
- 尾高次郎（実業家）
- 金井滋直（実業家）
- 渋沢栄一（実業家）
- 渋沢成一郎（実業家）
- 高田良平 (衆議院議員)
- 武政郁三（榛沢村長、資産家）
- 武政栄次郎（榛沢村長、榛沢村農会長）
- 武政恭一郎（実業家、素封家、地主）
- 武政藤太郎（榛沢村長）
- 土屋嘉雄（ベイシアグループの創業者）
- 土屋哲雄（嘉雄の甥。ワークマン専務）
- 武井保雄（武富士の創業者）
- 鳥羽博道（ドトールコーヒーの創業者）
- ミルクおやじ（村川徳浩）（深谷市議会議員、シンガーソングライター）
- 山崎俊巳 (総務省大臣官房総括審議官)
- 江原久美子（参議院議員）

### 学者
- 浅見義弘 (電気工学者、北海道帝国大学教授)
- 渋沢元治（電気工学者、初代名古屋大学総長、東京大学名誉教授、渋沢栄一の甥）
- 中林美恵子（政治学者、博士、教授、日本初で唯一のアメリカ合衆国議会公務員）

### 医師
- 生沢クノ（日本では2人目となる女医）

### スポーツ
- 新井晴樹（プロサッカー選手）
- 岩﨑哲也（元プロ野球選手。投手）
- 清水達也（プロ野球選手。中日ドラゴンズ投手）
- 茂木力也（プロサッカー選手）
- 野口源三郎（陸上競技選手、体育学者、埼玉県初のオリンピック選手[18]）
- 藤原敬典（格闘家）
- 村岡桃佳（チェアスキー選手）
- 丸山浩紀（プロサーファー）

### 文化
- 伊井圭（小説家）
- 入江悠（映画監督）
- 北川千代（児童文学作家）
- 古今亭志ん丸 (3代目)（落語家）

### 芸能
- バード238（お笑い芸人）
- 都賀清司（大正から昭和初期にかけての俳優）
- 美村里江（女優。旧芸名「ミムラ」）
- 持田悠生（俳優）
- ゴルゴ松本（タレント、TIMメンバー）
- 賽 a.k.a. BADSAIKUSH（ラッパー）
- 岡田夢以（タレント、声優、女優、元アイドル転校少女*）リーダー
- 川上葉月（フルート奏者）
- 突然段ボール 　(前衛ロックバンド)
- 豊田ルナ（グラビアモデル、タレント、女優）

### マスコミ
- 遠藤里沙（元文化放送アナウンサー）
- 滝澤悠希（岩手めんこいテレビアナウンサー）

### 歴史上の人物
- 尾高ゆう（伝習工女）
- 畠山重忠（鎌倉時代の有力御家人）
- 岡部忠澄 (別名は岡部六弥太忠澄、鎌倉時代御家人、平家物語に登場)
- 桃井可堂（儒学者、倒幕運動家）
- 藤田貞資（和算家）